# Amazonestern
De Amazonestern (Sternula superciliaris; synoniem: Sterna superciliaris) is een zeevogel uit de familie Laridae (meeuwen) en de geslachtengroep sterns (Sternini).

## Verspreiding en leefgebied
Deze soort komt voor van oostelijk Peru, centraal Colombia en noordelijk Venezuela tot noordoostelijk Argentinië.